# Área Central

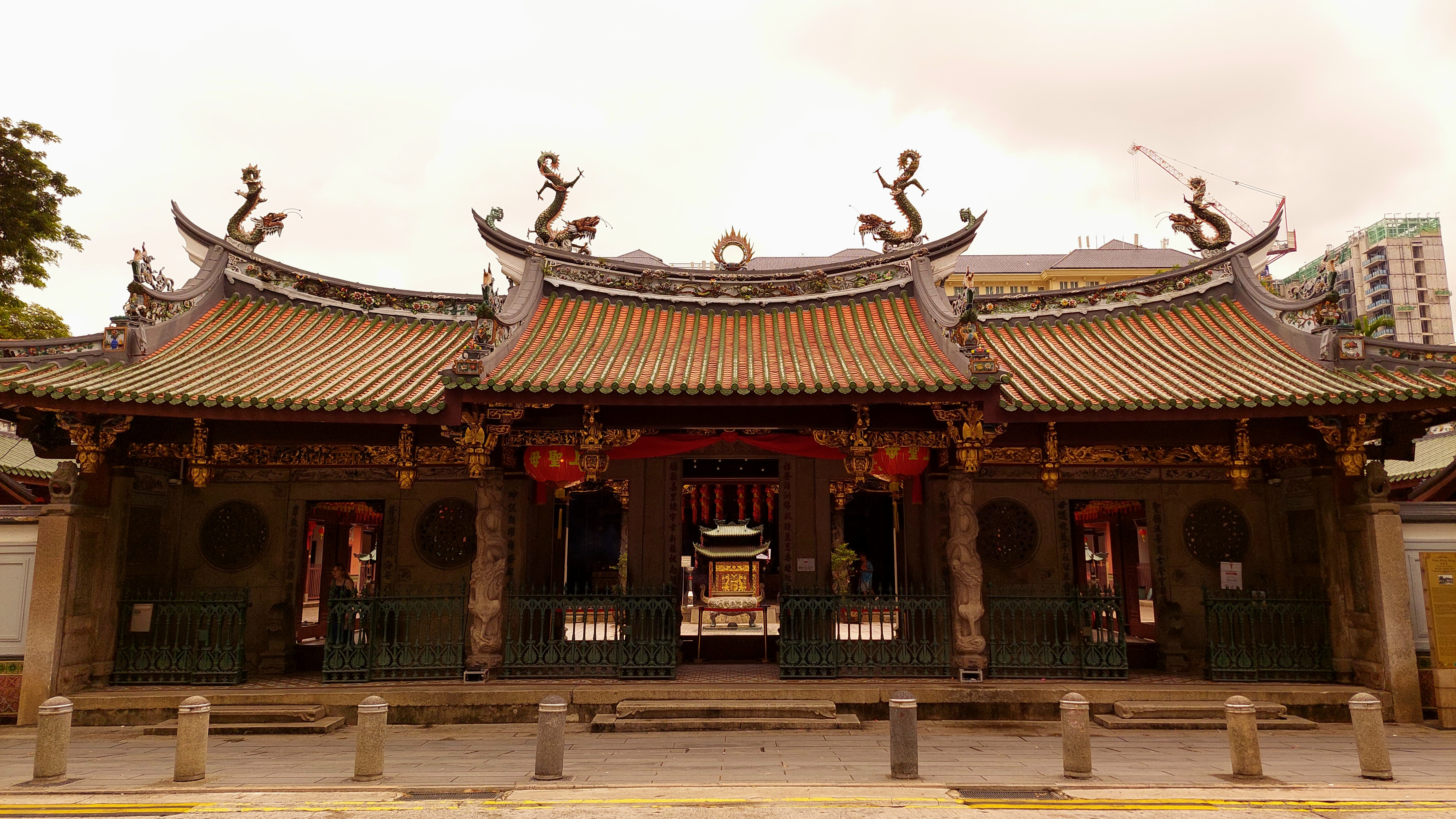
El Templo Thian Hock Keng.

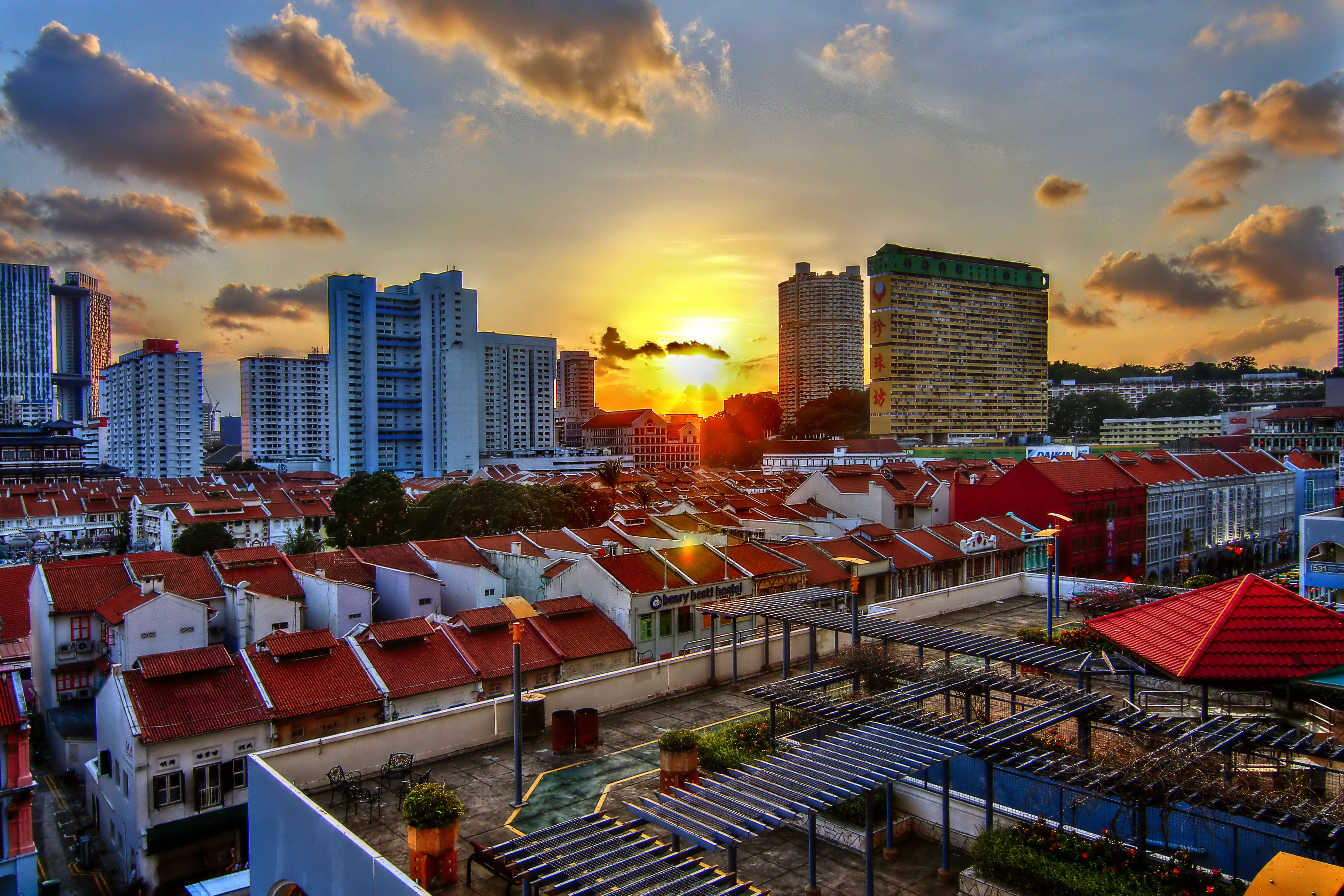
Chinatown.

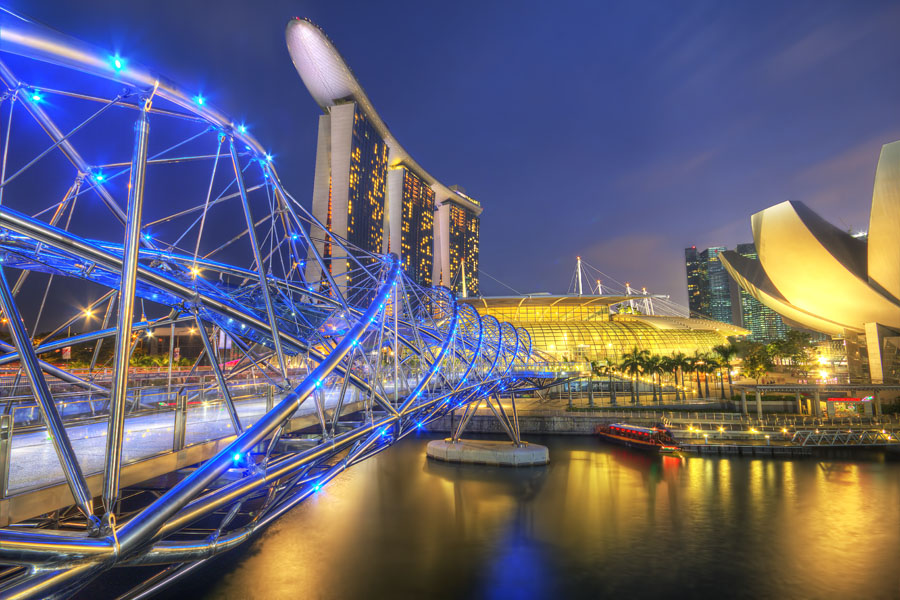
El Helix Bridge con Marina Bay Sands al fondo.

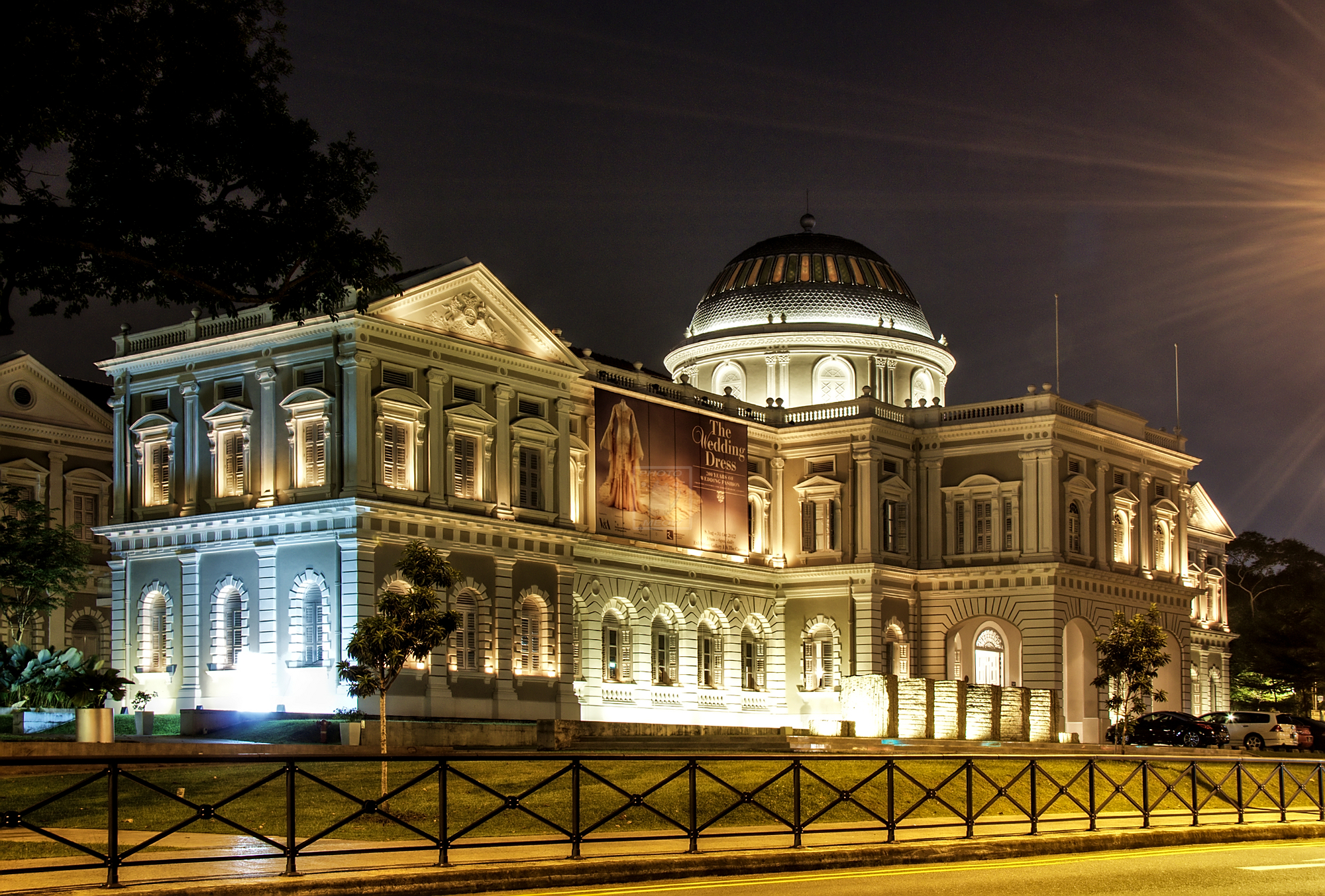
El Museo Nacional de Singapur.

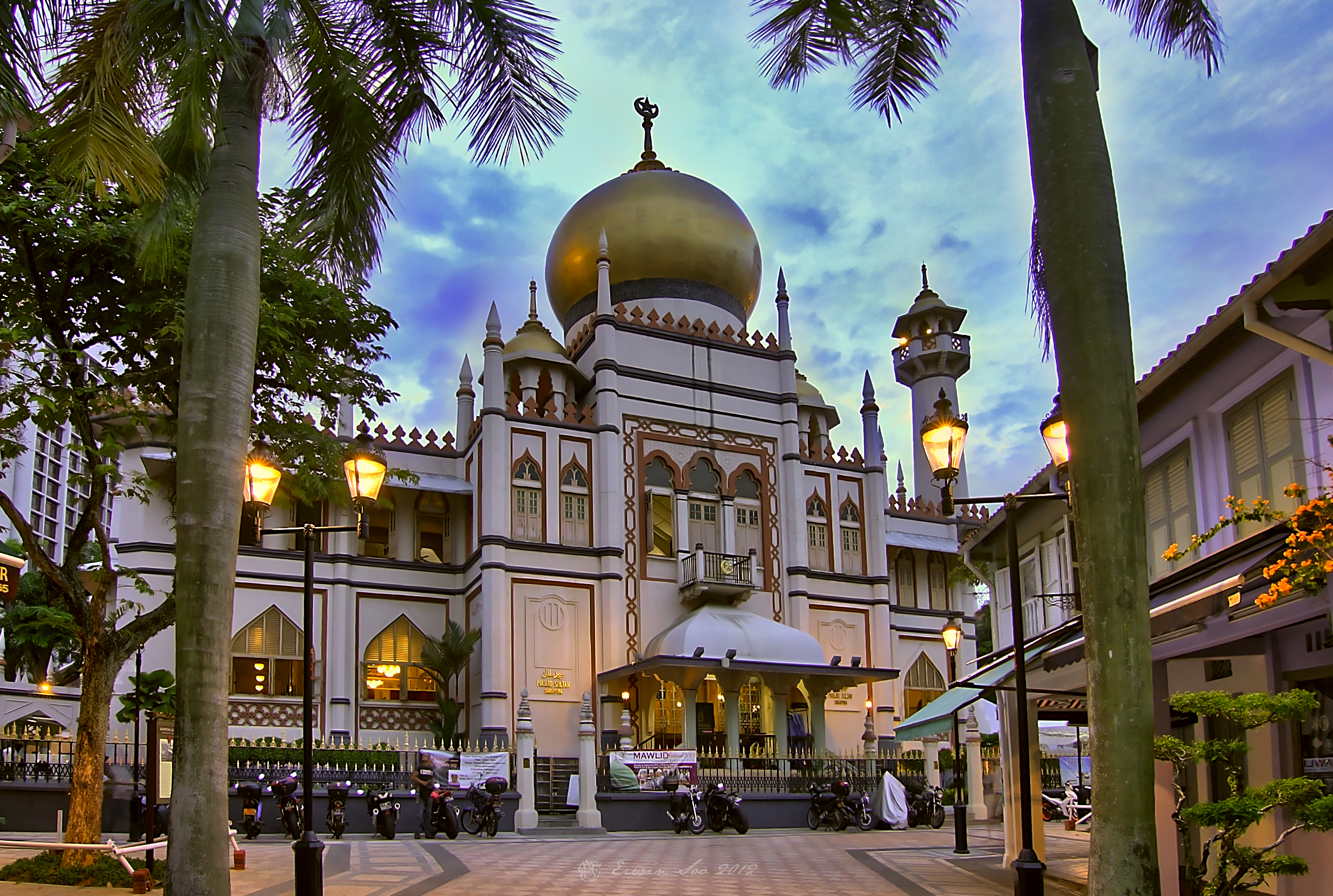
Masjid Sultan.

El Área Central (en inglés: Central Area, también llamada City Area e informalmente The City; en chino: 中央商业区; en malayo: Kawasan Tengah; en tamil: மத்திய பகுதி) es el distrito financiero principal del centro de Singapur. Situado en la zona sureste de la Región Central, el Área Central está integrada por once áreas de desarrollo: Downtown Core, Marina East, Marina South, Museum, Newton, Orchard, Outram, River Valley, Rochor, Singapore River y Straits View, según la definición de la Urban Redevelopment Authority. También se usa el término Central Business District (CBD) para describir la mayor parte del Área Central, aunque sus límites se encuentran dentro del Downtown Core.
La historia moderna de Singapur empezó en esta zona, cuando Thomas Stamford Raffles y representantes de la Compañía Británica de las Indias Orientales desembarcaron en las orillas del río Singapur para establecer un puerto libre en el Sudeste Asiático. A medida que el antiguo puerto creció a lo largo de la desembocadura del río, la ciudad se expandió naturalmente a su alrededor, creando la que actualmente es conocida como el Área Central. Al ser el corazón financiero de Singapur, el Downtown Core alberga las oficinas de numerosas empresas, tanto locales como internacionales, así como la sede de la Bolsa de Singapur (SGX). La zona también alberga muchas instituciones gubernamentales, en especial, la sede del Parlamento y el Tribunal Supremo de Singapur.
El Área Central rodea las orillas del río Singapur y Marina Bay, donde se establecieron los primeros asentamientos en la isla poco después de la llegada de Raffles en 1819. El Área Central está rodeada por el resto de la Región Central. El Área Central limita con las áreas de desarrollo de Novena al norte, Kallang al norte y noreste, Tanglin al noroeste y oeste, Bukit Merah al suroeste y Marine Parade al este. El límite sureste de la ciudad está delimitado por Marina Barrage, una presa que cruza la desembocadura de Marina Bay hacia el estrecho de Singapur.

## Historia
Una parte importante del Área Central, rodeada por Telok Ayer Road, que tiene una alta concentración de rascacielos, está construida en realidad sobre tierras ganadas al mar. Por tanto, cuando en 1839 se construyó el Templo Thian Hock Keng en Telok Ayer Road, se encontraba frente al mar y era el primer lugar que visitaban los inmigrantes chinos recién llegados a la ciudad para agradecer a Matsu (la diosa del mar) haberlos bendecido con un viaje seguro. Este edificio, que fue uno de los primeros templos construidos por los hokkien bajo el liderazgo de Tan Tock Seng y Si Hoo Keh, es del estilo arquitectónico del sur de China y fue erigido utilizando únicamente materiales importados de China y sin clavos. Allí se encontraban las oficinas del clan y también era usado como lugar de reunión. La construcción del templo se completó en 1842 y los detalles de su historia están grabados en placas de granito colocadas en las paredes del vestíbulo de entrada. También se encuentra en el templo una placa otorgada por el emperador Guangxu de la dinastía Qing en 1907, en la que están inscritas las palabras Bo Jing Nan Ming («Suaves olas sobre los mares del sur»), lo que indica la relevancia del templo. El templo contiene obras arquitectónicas de piedra, azulejos y madera, dragones y fénix, así como tallas, esculturas y columnas. El Templo Thian Hock Keng fue catalogado como monumento nacional en 1973. Actualmente, es gestionado por la Asociación Hokkien de Singapur.
En Church Street está el Templo Yueh Hai Ching, uno de los templos taoístas más antiguos, que fue construido en 1852 (aunque en 1826 se había construido un santuario de madera anterior en Philip Street). Este templo fue fundado por un grupo de colonos teochew de Cantón, que lo dedicaron a Tian Hou Sheng Mu. También se encontraba frente al mar y era visitado por los inmigrantes chinos recién llegados a la ciudad para agradecer a la diosa haberlos bendecido con un viaje seguro. La renovación del templo fue emprendida por la fundación Ngee Ann Kongsi, constituida por un grupo de inmigrantes de la comunidad teochew. Este templo servía como lugar de reunión para las personas de la comunidad a finales del siglo xix, cuando los teochews se convirtieron en el segundo grupo dialectal chino más grande de Singapur. En 1899, el templo fue honrado con una bian e, una placa imperial del emperador Guangxu de la dinastía Qing que reza «Nubes propicias sobre el mar al amanecer». Junto con el Templo Thian Hock Keng, son los dos únicos templos de Singapur con esta distinción. En 1996 fue declarado monumento nacional y sometido a obras de reparación y restauración. El contraste entre los antiguos templos y los nuevos edificios modernos indica la yuxtaposición y coexistencia de lo nuevo y lo antiguo. El templo tiene una estructura de cubierta compuesta por figuras que representan las vidas de los aldeanos chinos.
La iglesia armenia, situada en Hill Street, es la iglesia más antigua de Singapur, cuya construcción fue financiada con contribuciones de la comunidad armenia. Fue construida en la década de 1830 por George Coleman, el arquitecto de muchos edificios de Singapur, para la pequeña comunidad armenia que antiguamente residía en la ciudad. La iglesia fue designada monumento nacional en 1973.
CHIJMES, situada en Victoria Street, era originalmente un convento católico que actualmente se ha transformado en una moderna zona comercial con restaurantes. La estructura original, incluida la capilla, fue conservada en el proceso. Los restaurantes se encuentran en las antiguas estructuras del convento.
Durante la Konfrontasi, un grupo de saboteadores indonesios colocó una bomba en la MacDonald House, situada en Orchard Road. La explosión provocó la muerte de tres personas e hirió al menos a otras treinta y tres.

## Uso del suelo
El Área Central es uno de los lugares más densamente urbanizados de Singapur, con una gran mezcla de desarrollos comerciales y residenciales en una superficie de solo 1784 hectáreas. También se concentran en esta zona un gran número de estaciones del Metro de Singapur, especialmente estaciones de transbordo y estaciones de la Línea Circular. Todos los barrios del Área Central cuentan con una importante y densa presencia comercial, especialmente Downtown Core, Orchard y Singapore River. Rochor, Newton, River Valley y Outram también tienen una intensa actividad comercial, pero menos rascacielos y generalmente incluyen una mayor número de viviendas. En estos barrios hay escuelas, condominios y apartamentos del Housing and Development Board, aunque a precios más altos.
Desde la década de 1970, el Gobierno de Singapur y la Urban Redevelopment Authority han ganado tierras al mar en Marina Bay con el objetivo de ampliar el Área Central. Las nuevas zonas creadas alrededor de Marina Bay han sido denominadas Marina East, Marina South y Straits View. Desde su creación se han construido muchos proyectos en estos barrios, pero la mayoría de ellos están todavía en desarrollo o consolidación. También albergan la sede de muchas empresas multinacionales y la Bolsa de Singapur. Los rascacielos más altos de Singapur están situados en el Área Central, principalmente en los alrededores de Raffles Place. Están sujetos a una restricción de altura de 280 metros, excepto el Tanjong Pagar Centre, que fue exceptuado de esta restricción y se le permitió alcanzar los 290 metros.
Las casas tienda en Ann Siang Hill han cambiado de uso con el paso de los años. En el pasado, estas casas tienda eran usadas como sedes de los diferentes clanes que existían en la zona de Chinatown. Debido a una escasez de vivienda agravada por la Segunda Guerra Mundial, el Housing and Development Board empezó a construir bloques después de la guerra.